# José Antonio María de Aguilar
José Antonio María de Aguilar (Reino 
de las Españas 3 de octubre de 1755 - San Salvador, 15 de septiembre de 1799) fue un jurista que se desempeñó como el primer asesor letrado de la Intendencia de San Salvador, y que ocupó en dos ocasiones el cargo de intendente interino de esa provincia (de 1791 a 1793, y de 1798 a 1799).

## Biografía
José Antonio María de Aguilar nació en el Reino de las Españas, el 3 de octubre de 1755; tenía una hermana llamada María de los Dolores. Se educaría en el colegio de nobles de Alcalá, donde su tío materno Luis María de Aguilar era canónigo. Posteriormente, estudiaría en la Universidad de Granada, donde obtendría el grado de bachiller en derecho civil; y más adelante se incorporaría a la academia de jurisprudencia de esta ciudad.
El 13 de enero de 1787 el rey Carlos III lo designó como asesor letrado de la Intendencia de San Salvador; por lo que el 27 de junio de ese año se embarcó hacia el continente americano junto con su hermana y un criado. Solicitó permiso para casarse con Lorenza Villalta y Cañas, pero parece que no llegó a consumarse el matrimonio.
En el año de 1791 el intendente Francisco Luis Héctor de Carondelet se retiró del cargo al ser designado como gobernador de Luisiana; por lo que, debido a que según la ley de intendencias una de las funciones del asesor letrado es hacerse cargo del puesto de intendente en ausencia del propietario, ocupó interinamente el cargo de intendente de San Salvador, desempeñandolo hasta abril de 1793.
Continuó como asesor letrado hasta el 31 de diciembre de 1797, cuando el intendente Ignacio Santiago Ulloa (que estaba gravemente enfermo) le entregó el mando de la intendencia. El 3 de febrero de 1798 una serie de sismos destruyeron parte de los edificios: debido al poco cuidado que José Antonio tuvo de arreglar los edificios, el ayuntamiento de San Salvador elevó un memorial  a la Real Audiencia de Guatemala.
Fallecería el 15 de septiembre de 1799, asistido por los presbíteros (y posteriormente próceres de la independencia de esa provincia) Nicolás Aguilar y José Matías Delgado, siendo sepultado en la iglesia de Santo Domingo de esa ciudad.